# Bierbach

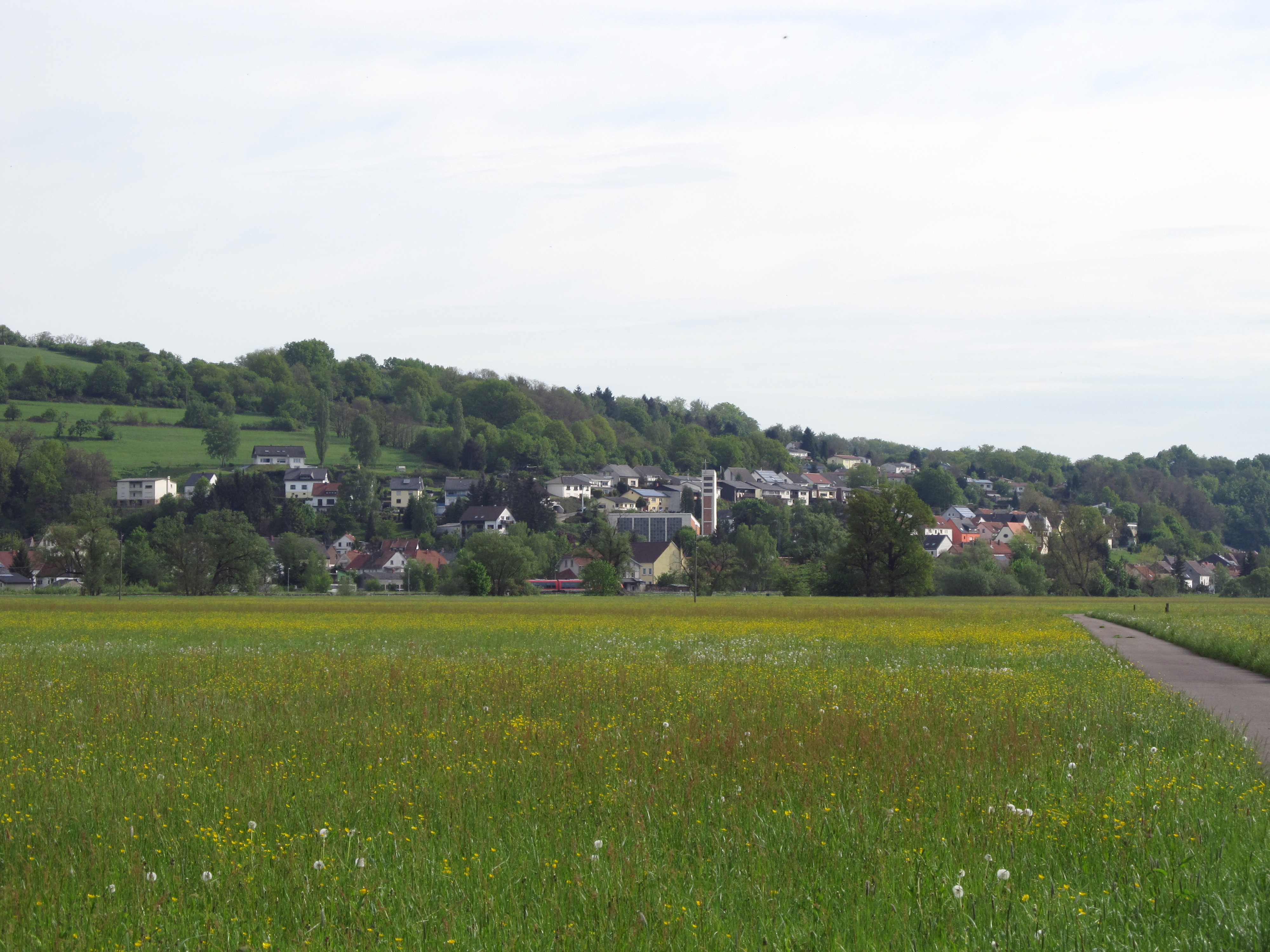
Blick auf Bierbach vom Bliestal Richtung Nordwesten

Bierbach  ist ein Stadtteil von Blieskastel im Saarland und gehört zum Saarpfalz-Kreis. Durch das Ortsgebiet verläuft die Blies. Bis Ende 1973 war Bierbach eine eigenständige Gemeinde im Landkreis Sankt Ingbert.

## Geographie
Im Radius von 10 km des Ortes liegen sechs Städte: Blieskastel, Homburg, Zweibrücken, St. Ingbert, Neunkirchen (Saar) und Bexbach. In Luftlinie beträgt die Entfernung nach der Landeshauptstadt Saarbrücken 23 km, nach Kaiserslautern 40 km, nach Luxemburg 93 km, nach Trier 72 km, nach Karlsruhe 90 km und nach Metz 82 km.
Die Ortsmitte liegt auf etwa 220 m ü. NHN. Neuere Siedlungen schmiegen sich an die Hänge des Bliesgaus, der sich weit vor dem Ort erstreckt. Die höchsten Erhebungen sind der Steinberg mit 349 m und der Schucht mit rund 332 m. In seinem Buch Die Pfalz und die Pfälzer von 1858, das er als „Pfälzer Landeskunde“ verstanden wissen wollte, notierte August Becker, die Lage Bierbachs „im blumigen Wiesenplan, vor einem Seitenthal des St. Pirminswaldes, könnte nicht reizender sein“, insofern gelte die ‚Bierbacher Aue‘ „nicht umsonst […] für den schönsten Wiesengrund der Pfalz.“

## Geschichte
Wann Bierbach erstmals besiedelt wurde, liegt im Nebel der Geschichte verborgen. Man weiß seit 1994 allerdings, dass im Bliestal schon vor 200.000 Jahren Menschen lebten. Hans Cappel fand in Blieskastel einen Faustkeil aus der Altsteinzeit.
Aus römischer Zeit stammt der gallorömische Tempelbezirk auf dem Rödersberg in der Gemarkung von Bierbach im Bierbacher Klosterwald. Er wurde nach der Ausgrabung im Jahr 1927 wieder zugeschüttet und ist heute vor Ort nahezu unsichtbar. Ein Nachbau eines der Umgangstempel steht im Römermuseum Schwarzenacker.
In Bierbach wurden Bodenfunde geborgen, die um das Jahr 100 bis 150 nach Christus entstanden sind. 1804 wurden am Hechlerberg Teile eines römischen Grabdenkmals gefunden. In diese Zeit wird auch die Erbauung einer römischen Villa mit 21 Räumen datiert, deren Fundamente 1924 freigelegt wurden, hier durch den ersten Landeskonservator des Saargebietes, Carl Klein. Die Rekonstruktion ergab, dass die zweistöckige Villa über eine repräsentative Säulenreihe und einen großen Portikus verfügte. Der rechteckige Bau hatte eine Länge von rund 68 Meter und eine Tiefe von etwa max. 10 Meter. Fundstücke aus der Grabung können im Historischen Museum der Pfalz in Speyer, im Museum für Vor- und Frühgeschichte Saarbrücken und im nahen Römermuseum Schwarzenacker besichtigt werden.
Bierbach wurde erstmals 1230 schriftlich erwähnt. Graf Heinrich von Blieskastel und Heinrich von Kirkel tauschten Güter des Klosters Wörschweiler in Hassel gegen Güter zu Bierbach.
Eine bedeutende Quelle über Bierbach ist das „Bierbacher Weistum“ vom 10. August 1529. Zu diesem Zeitpunkt waren alle Bewohner in Bierbach dem Kloster Wörschweiler angehörig und alle Güter dem Kloster Wörschweiler zinspflichtig.
„Vnnd ist dis jhargeding vff dhinstag sanct Lawrency tag anno etc. 1529 zu Birbach gehalten worden durch Arnolt, apt zu Werßweiller, vnnd des priors Adam Kellers, des gerichts sampt der gemein vnnd des gantzen vmbstandts, wie hernach vnderschiedtlich zu sehen.“ Hier werden bei den Banngrenzen des Ortes u. a. erwähnt „die Klain Birbach“ und die „Alt Birbach“. „…von dem Rech fortter offen mit an sant Pirmanns waldt, da steeth ein stein; von dem stein fortter mit an die Klain Birbach; …; darnach die Alt Birbach…“. Im Zweibrücker Oberamts Bannbuch von 1547 findet man statt „Alt Birbach“ auch „Groß Birbach“.
Im Rahmen der saarländischen Gebiets- und Verwaltungsreform wurde die bis dahin eigenständige Gemeinde Bierbach am 1. Januar 1974 der Stadt Blieskastel zugeordnet. Bierbach ist seitdem ein Stadtteil und ein Gemeindebezirk.

### Etymologie des Ortsnamens
Der Ortsname bedeutet „Siedlung am Bierbach“, geht also auf einen Bachnamen zurück. Der Bachname selbst ist heute dissimiliert zu „Grohbach“, erscheint aber im 16. Jahrhundert noch als Bierbach. Da der Ortsname vor dem 16. Jahrhundert fast nur kopial überliefert ist, ist die Ausgangsform des Namens unsicher.
- Der Germanist Ernst Christmann kommt in seinem Buch Die Siedlungsnamen der Pfalz 1952 zu folgendem Ansatz: „Bach, an dem wilde Birnbäume auffielen“, schließt aber nicht aus, dass „Bier“ aus dem althochdeutschen Wort „bûrea“, „bûri“, oder „bûr“ = Gebäude hervorgegangen sein könne. Die Landesaufnahme der Ämter Zweibrücken und Kirkel des Mathematikers und Geographen Tilemann Stella aus dem Jahr 1564 nennt den Ort „Beurbach“.[11] Dies sei die lautgeschichtliche Fortentwicklung von „Bûribach“.[12]
- Der Germanist Albrecht Greule bevorzugt in seinem Deutschen Gewässernamenbuch von 2014 erneut das Bestimmungswort mittelhochdeutsch bire, bzw. althochdeutsch bira (d. i. Birne) und deutet den vom Ort übernommenen Gewässernamen wiederum als „Bach, an dem Birnbäume stehen“; die abweichenden Belege Beu(e)rbach von 1564 stammten dagegen nur aus einer einzigen Quelle (Tilemann Stella) und seien bloß (statt mit i(e)) mit „hyperkorrektem <eu>“ geschrieben.[13]
- Daneben findet sich die These, der Orts- bzw. Bachname gehe auf den hl. Pirminius, den Gründer des Klosters Hornbach zurück, den man auch in den Herzschild des 1954 verliehenen Gemeindewappens setzte, entspringt doch der Grohbach im sog. „Pirmannswald“, dessen Name sicher auf den Heiligen zurückgeht. Angeblich soll der Bachname auf älteres „Birmansbach“ zurückgehen.[14]
- Zum gleichnamigen Weiler Bierbach (Odenwald) in der Gemeinde Brensbach in Hessen heißt es: „‚Bürbach‘ - amtl. Name ‚Bierbach‘, Überlieferung: 1314 ‚Burbach‘; 1748 ‚Bierbach‘; - Glied 1: ahd. ‚bûrea‘ = Haus; Glied 2: dt. ‚Bach‘ = kleiner Fluss“.[15]

### Erwerbstätigkeit
Aufgrund der geringen Ertragsfähigkeit mit felsigen und sandigen Böden zwischen Blies und Wald war in Bierbach eine Landwirtschaft nur von geringer Rendite. Vor dem Bau der Eisenbahnstrecke in den 1860er und -70er Jahren, die dann Fahrten zu weiter entfernten Arbeitsstätten ermöglichte, konnte eine Verbesserung des Lebensunterhaltes vor allem durch Korbmacherhandwerk sichergestellt werden. Generationen von Familien waren in diesem Erwerbszweig tätig und gilt heute als wesentlicher Teil der Bierbacher Sozialgeschichte. Als zweites Standbein kam später auch das Musikantentum hinzu. Beide Tätigkeiten starben mit den letzten Protagonisten ihrer Zunft aus: Als letzte Korbmacher gelten Nikolaus Lenhard († 1959), nach einem Zeitungsbericht von 1972 auch dessen Sohn Rudolf Lenhard, Ludwig Reis und Josef Guß. Bei den Musikern sind die letzten Vertreter Erwin Bubel (* 1929 † 2015), der 2013 den Dirigentenstab abgab, Erwin Lück (* 1948) und Ronald Lück (* 1950).

## Politik
Ergebnis der Bundestagswahl vom 23. Februar 2025:
- CDU: 28,30 %
- SPD: 16,19 %
- Die Linke: 9,5 %
- Grüne: 8,33 %
- AfD: 28,46 %
- FDP: 1,89 %
- BSW: 5,66 %

Die Wahlbeteiligung lag bei 49,12 %.

### Ortsrat
Ergebnis der Ortsratswahlen vom 9. Juni 2024:
- CDU: 58,18 %, 6 Sitze
- SPD: 41,82 %, 5 Sitze

Ergebnis der Ortsratswahlen vom 26. Mai 2019:
- SPD: 54,4 %, 6 Sitze
- CDU: 45,6 %, 5 Sitze

Ergebnis der Ortsratswahlen vom 25. Mai 2014:
- CDU: 55,2 %, 6 Sitze
- SPD: 44,8 %, 5 Sitze

### Ortsvorsteher
Ortsvorsteher ist Daniel Laborenz (parteilos). Stellvertretender Ortsvorsteher ist Yves Jacob (CDU)

### Wappen
Das Wappen wird wie folgt beschrieben: In Grün ein silberner Schräglinks-Wellenbalken, belegt mit einem silbernen Herzschild, darin der heilige Pirminius in rotem Ornat mit dem Evangelienbuch in der Rechten und dem Krummstab in der Linken. Es wurde der ehemaligen Gemeinde am 8. November 1954 verliehen.

## Verkehr
1866 erhielt Bierbach mit der Eröffnung der Würzbachbahn Schwarzenacker–Hassel einen Bahnhof; ein Jahr später wurde die Strecke bis nach St. Ingbert durchgebunden. Zwischen Bierbach und Würzbach ist sie heute Teil der Bahnstrecke Landau–Rohrbach. Ab 1878 wurde die in Bierbach abzweigende Bliestalbahn Zweibrücken–Saargemünd eröffnet. Dadurch wurde Bierbach zum Berührungsbahnhof.

## Persönlichkeiten

### Bekannte Söhne und Töchter von Bierbach
- Kerstin Rech, deutsche Autorin
- Pauline Schäfer, deutsche Kunstturnerin
- Oberst Uwe Staab, Kommandeur des Landeskommando Saarland (LKdo SL)

### Persönlichkeiten, die in Bierbach gewirkt haben
- Udo Derbolowsky (1920–2005), Mediziner, ehemaliger Direktor des CJD Jugenddorfes Homburg